# 1715 Саллі
1715 Саллі (1715 Salli) — астероїд головного поясу, відкритий 9 квітня 1938 року.
Тіссеранів параметр щодо Юпітера — 3,461.